# Палац Сенявських-Чарторийських
Палац Сенявських-Чорторийських — палацовий комплекс XVI–XIX століть, який входить до складу замку в смт Меджибіж Хмельницького району Хмельницької області. Пам'ятка архітектури національного значення, під номером 764/1.
Збудований у XVI столітті у стилі ренесанс, на основі більш давніх замкових споруд литовського періоду (барбакан і надбрамна вежа XIV століття). Неодноразово перебудовувався, у середині XIX століття набув рис псевдоготики.

## Історія
Сучасні обриси об'єктів на території фортеці було сформовано головним чином за часів володіння магнатів Сенявських (з 1540 р.) Приміщення, які до цього часу слугували оборонним цілям, переобладнали на палац. На східному розі фортеці прибудовано п'ятипелюстковий бастіон. У середині XVII сторіччя, з огляду на поширення важкої артилерії, нижні яруси палацового комплексу були забутовані землею: засипано перші яруси флігеля і головного палацового корпусу, засипано барбакан і долішні яруси Круглої вежі-донжону. Рівень денної поверхні подвір'я підвищився на 3 метри, а у східній частині (біля вежі-донжону) на 11 метрів. Наприкінці XVII сторіччя з зовнішньої сторони фортеці зведено контрфорси, аби запобігти тиску, який чинило земляне забутування через перепад висот між подвір'ям фортеці і зовнішньою частиною.
У 1730 р. фортечний комплекс переходить у власність князя Адама Чорторийського і зазнає подальшої перебудови. У власності княжого роду Чорторийських замок залишається й після анексії Поділля Росією в 1793 р. Імператорським указом від 21 грудня 1830 р. за участь Августа Чорторийського у польському повстанні замок конфісковано, а у 1848 р. передано військовому відомству. Під впливом поширеної у той час течії романтизму палац було перебудовано у псевдоготичному стилі. Комплекс позбувся вигляду оборонної споруди і повністю перетворився на представницьку резиденцію. Романтичній стилізації сприяв також навколишній краєвид.
Під час літніх військових навчань в Меджибізькому замку часто зупинялися імператори Микола I і Олександр II.
За радянських часів у палаці розмістили виробничі цехи маслозаводу, що завдало значної шкоди пам'ятці. Але до найбільших втрат призвела місцева влада, яка дозволила розбирати замкові будівлі на будівельні матеріали. Перед фахівцями інституту «Укрпроектреставрація», які 1967 р. почали досліджувати пам'ятки Меджибожа, палацовий комплекс постав вже у стані руїни.
До нинішнього часу через брак коштів палацового комплексу майже не торкалися реставраційні роботи, які проводились у Меджибізькій фортеці. Реставрацію південно-східного флігелю було почато у період 2004—2008 рр., але припинено через припинення державного фінансування.
23 грудня 2014 р. стався обвал західної стіни головного палацового корпусу, спричинений численними тріщинами в основі стіни, які виникли через ерозію. Хмельницькою обласною радою виділено 380 тис. грн. на першочергові протиаварійні роботи у палаці. Впродовж 2015—2020 рр. активно ведуть реставраційні роботи.

## Архітектура

### Кругла вежа

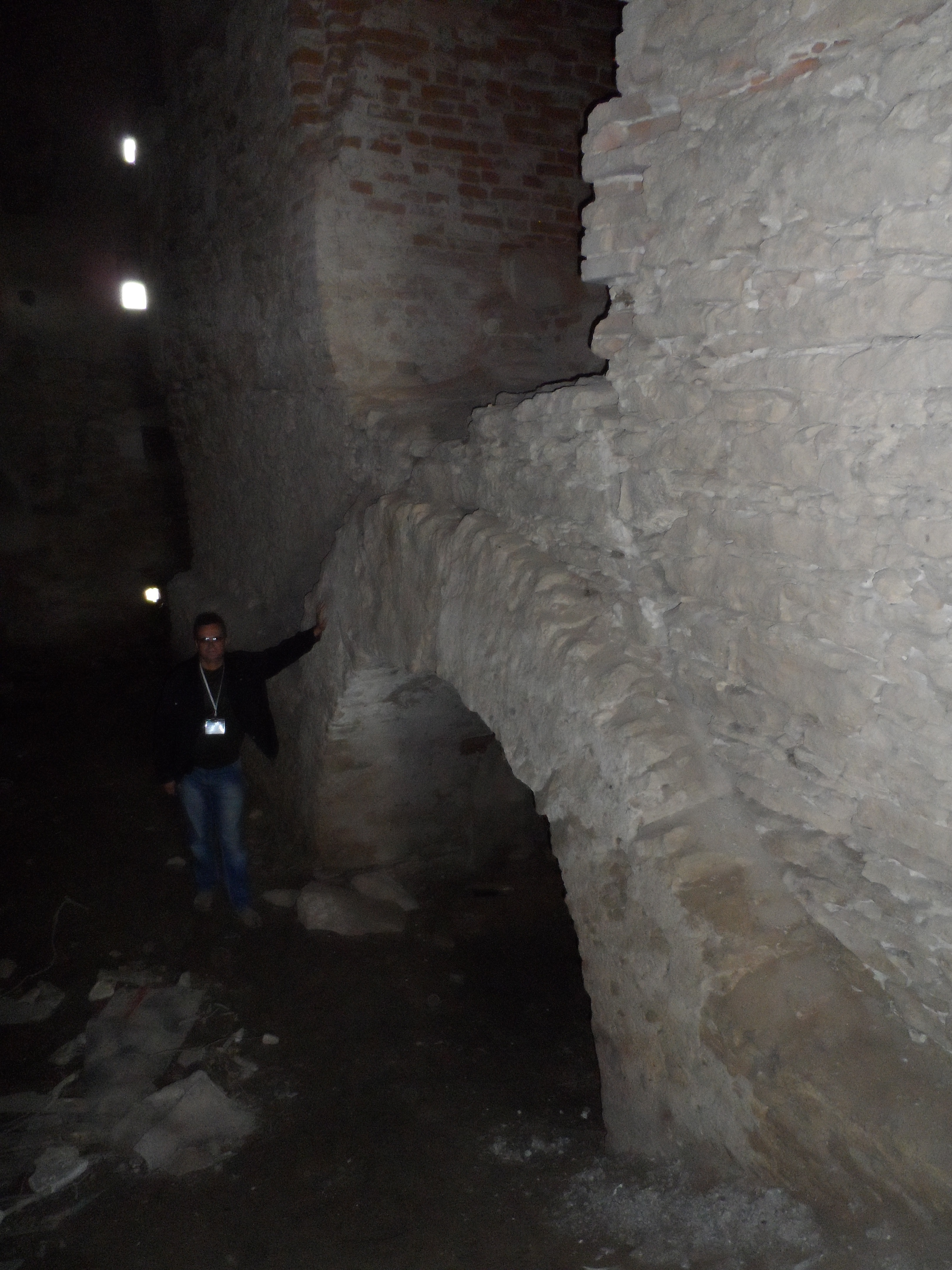
Меджибізький замок. Передня стіна барбакану з брамою XIV ст., вигляд зсередини бастіону. Рівень землі підвищений залишками забутування середини XVII ст. Людина - для масштабного порівняння

У другій половині XIV століття князі Коріатовичі, які володіли Меджибожем, збудували на місці сучасної фортеці перший кам'яний замок, трикутний у плані, з вежами на кутах. З них збереглася у перебудованому вигляді лише східна вежа (донжон). Вежа триярусна, перекрита у першому ярусі хрестоподібними склепіннями, у верхніх ярусах по балках. Будівельні матеріали — вапняк і жолобчаста цегла.
Оскільки фортецю побудовано на схилі з пониженням рівня землі близько 12 метрів у східному напрямку, то при пізнішому плануванні подвір'я найдавніші яруси Круглої вежі опинилися з заходу під землею, а зі сходу — за прибудованим бастіоном.
Під час будівництва палацу Круглу вежу було надбудовано, а у XIX столітті завершено декоративними зубцями та конусоподібним дахом.

### Барбакан
Барбакан, який у первісному вигляді виступав перед Круглою вежею, захищав підступи до замкової брами. Він був прямокутною у плані спорудою, розміром 10 х 8 метрів у плані і 10 метрів висотою, накритий коробовим склепінням. Під склепінням розміщувалися бойові галереї. Одвірки барбакану мають прорізи шириною 28 сантиметрів, в яких рухалася герса. Для руху герси слугував підйомний пристрій. Матеріал будівлі — вапняк.
У ході розбудови фортеці в XVII столітті в'їзну браму було влаштовано у західній частині замку, а навколо барбакану прибудовано триярусний п'ятипелюстковий бастіон. Над барбаканом у XVII столітті надбудовано головну («бенкетну») залу палацу.

### Бастіон

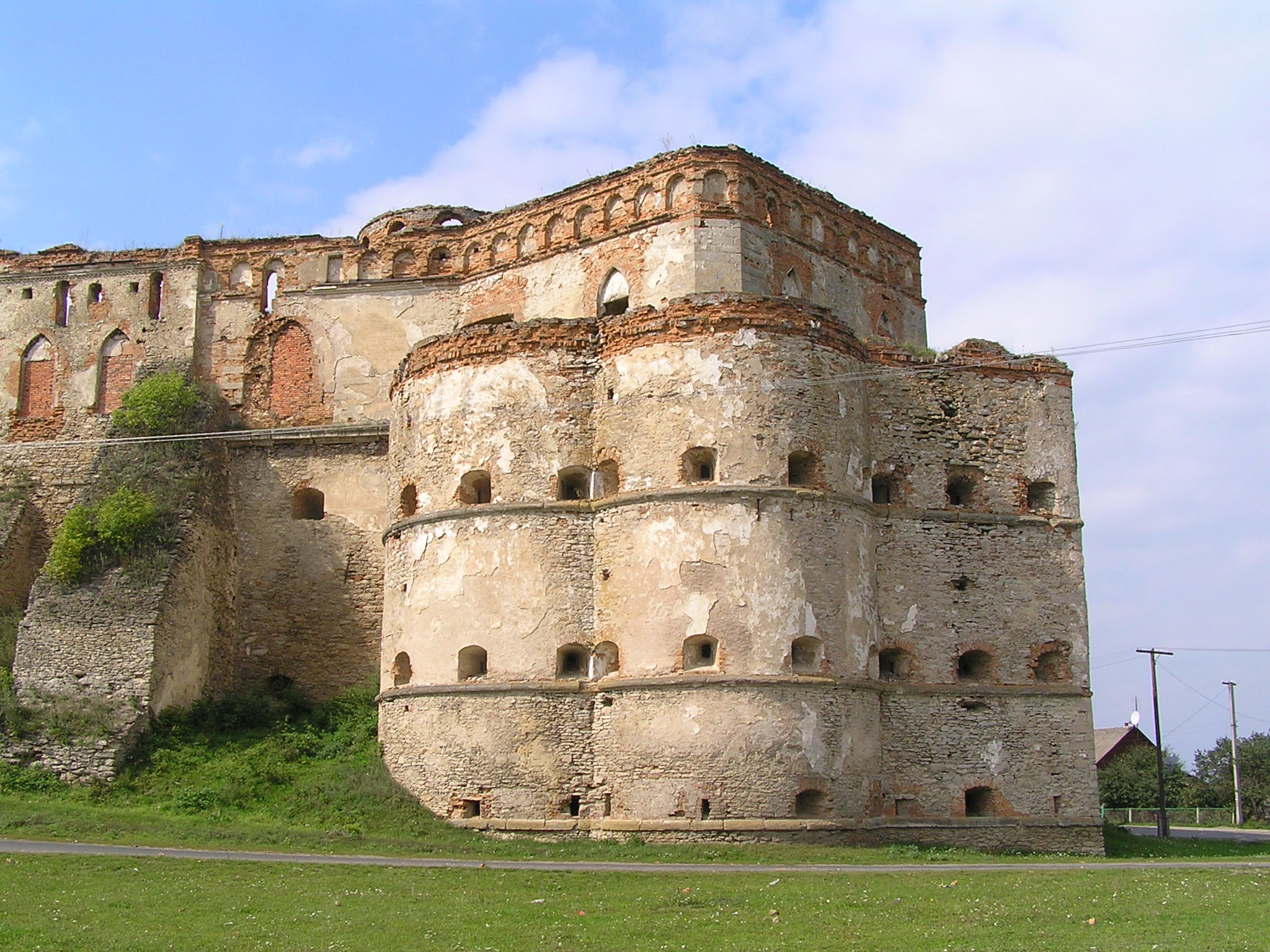
П’ятипелюстковий бастіон

П’ятипелюстковий бастіон являє собою складну багатопрофільну рондельну систему. Він складається з двох північних і двох південних півбашт і рогу посередині. Завдяки цій конфігурації він активно флангував зовнішні стіни замку, а його бійниці секторного обстрілу дозволяли вести щільний та перехресний вогонь, що ускладнювало імовірний штурм. Внутрішня будова бастіону трирівнева, з дерев’яними перекриттями, що спиралися на балочну систему. Склепіння арочне, спирається на зовнішні стіни бастіону і на стіни барбакану, навколо якого бастіон прибудований. Прибудова бастіону сховала за собою замкову браму з барбаканом литовських часів. Бійниці, окрім центральних отворів, мають по два додаткових отвори, які дозволяють вести вогонь з легкої зброї у перехресних напрямках.
Коли замок втратив оборонне значення, на перекритті бастіону було влаштовано терасу, з виходом на неї з бенкетної зали палацового комплексу.

### Головний корпус та північно-східний флігель

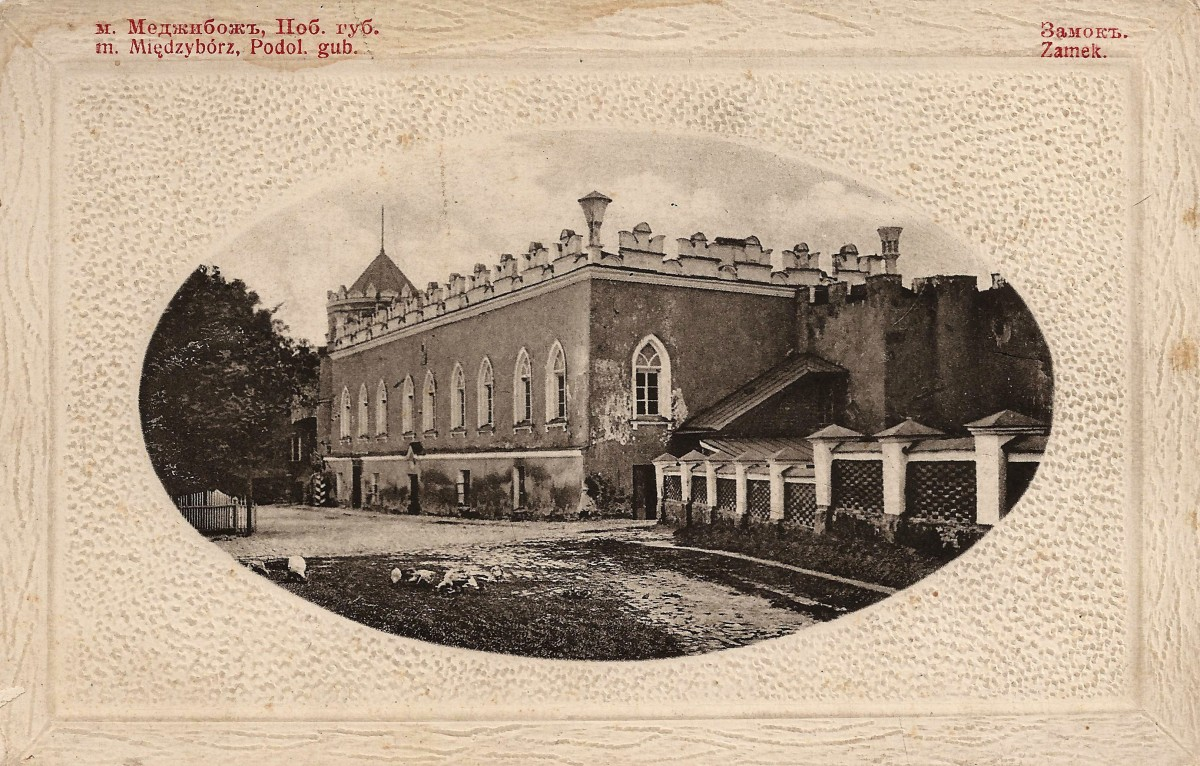
Головний корпус палацу у Меджибізькому замку, вигляд з подвір’я. Поштова листівка початку XX ст.

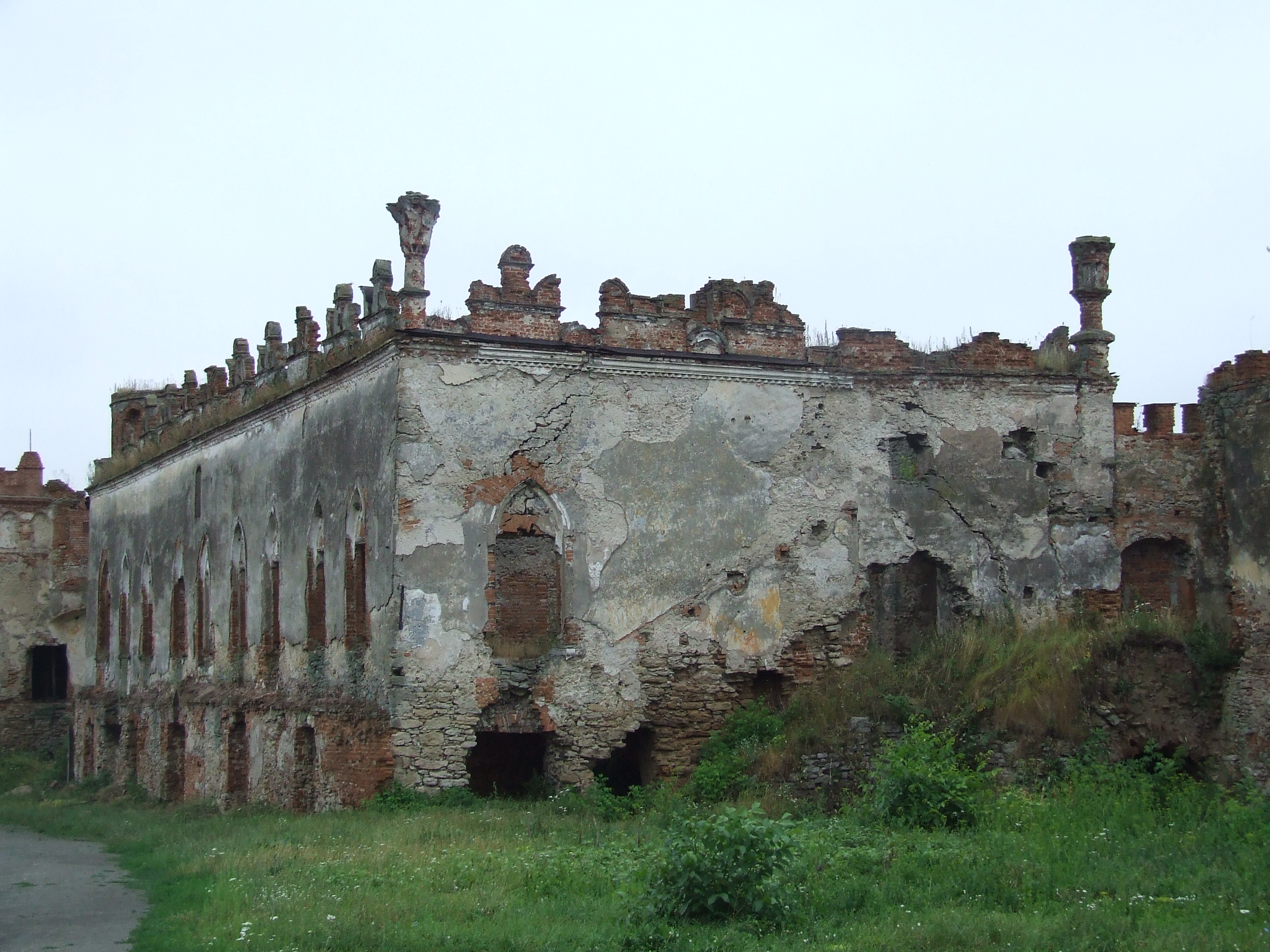
Головний корпус палацового комплексу. Вигляд у 2008 р.

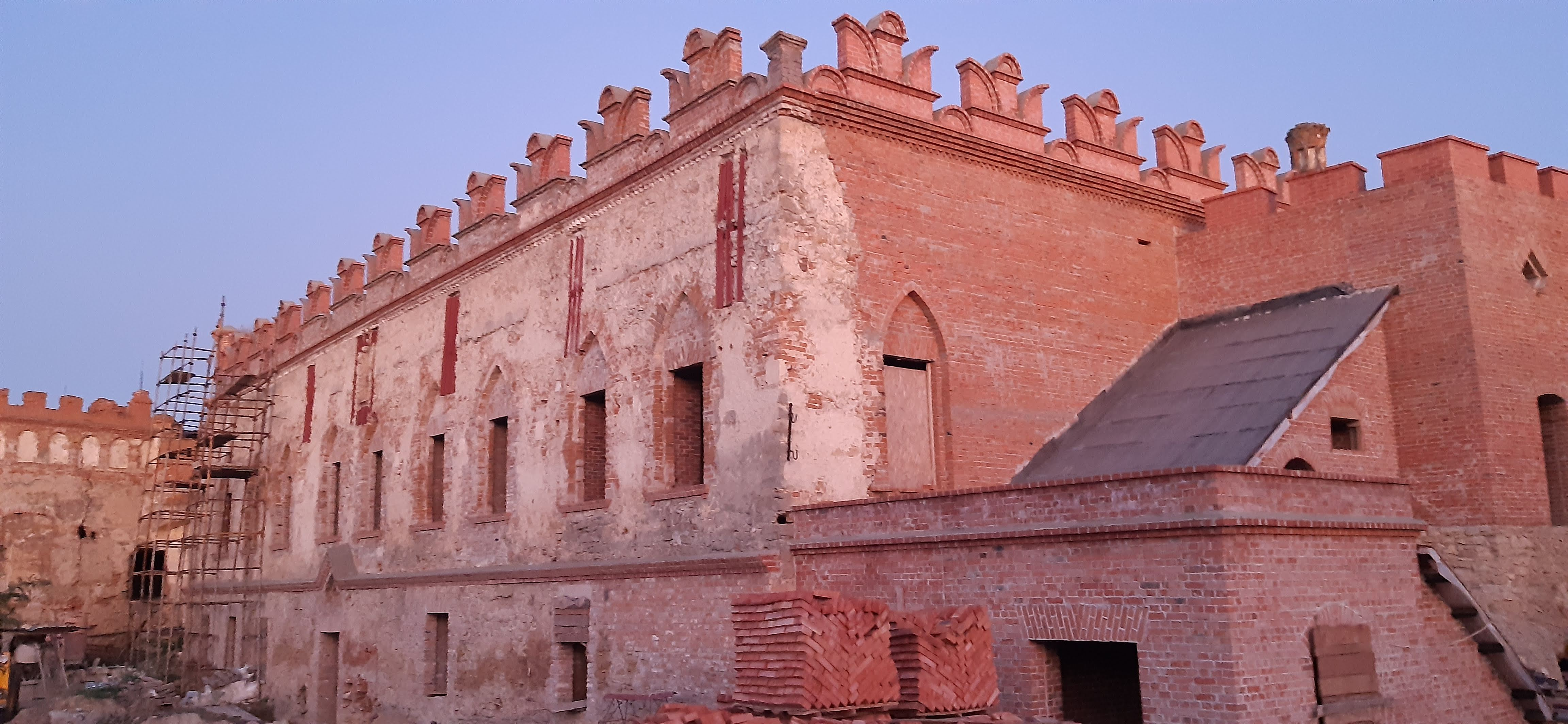
Палац Сенявських-Чарторийських у ході реставрації, 2019 р.

Головний корпус прямокутний у плані, триярусний. Довжина північного фасаду 33 м, з південної стіни корпус прилягає до південного прясла. Перший ярус після забутування території дитинця знаходиться глибоко під землею, другий заглиблений частково. В архітектурі корпусів палацового комплексу виразно простежуються сліди усіх капітальних перебудов споруди. 
Архітектор-реставратор Євгенія Лопушинська зазначає існування приміщень найнижчого ярусу вже на план-схемі XIV ст., тобто у литовський період. Вони являють собою споруду з чотирьох кімнат, перкритих арочними склепіннями, що прилягає до південної стіни палацу і має бійниці на зовнішню сторону стіни. Матеріал - вапняк.
За часів володіння Сенявських (від 1540 р.) споруди, підпорядковані оборонній меті, перебудовано на палац. Вікна і двері облямовано білокамінними профільованими лиштвами, фасади увінчано ренесансною аркатурою  та фігурними аттиками. Двері головного корпусу облямовано білокамінними профільними блоками, які розміщено у ширших і вищих арках попереднього періоду. Всі тогочасні аркові елементи вимурувано з жолобкової цегли.
Після того, як у 1730 р. Меджибізький замок перейшов у власність Адама Чарторийського, капітальна реконструкція торкнулася усіх замкових споруд. У палаці було перекладено аттик XVI ст., змінено габарити вікон і дверей, перебудовано коминки, частину яких замінили на печі, обличковані орнаментальною керамікою.
Для розміщення залоги і челяді на ранніх корпусах, похованих під шаром землі, зведено нові будівлі, зокрема північно-східний флігель. Матеріал - цегла 30х32х16 та 17х6,5х7 сантиметрів.
Під час перебудови у другій половині XIX століття (у псевдоготичному стилі) віконні та дверні отвори розтесано, камінне ренесансове обличкування замінено на тинькові профілі, що облямовують стірлчасті завершення вікон і дверей. 

## Цікаві факти
- Лопушинська Євгенія Іванівна (1920—1996) — архітектор-реставратор, головний архітектор проекту КАРМ-2 інституту «Укрпроектреставрація», керувала комплексним обстеженням палацового ансамблю Меджибізького замку на початку 1990-х рр. (виявлення періодизації будівництва, архітектурних прийомів вирішення палацу, фіксування реального стану). За роботу з реставрації комплексу «Золоті ворота» (м. Київ) Євгенія Лопушинська нагороджена орденом «Знак пошани» і пам'ятною медаллю «1500-річчя Києва». За дослідження та реставрацію церкви Іоанна Предтечі (м. Керч) є лауреатом Державної премії України[7].
- Дослідниками виявлено цікаву структуру тогочасних коминків, пізніше перероблених, замурованих або розтесаних. Вони складалися з двох аркових ніш. Поряд з нішею, де спалювали дрова, була друга — вузька і висока, також з димарем, в якій сушили дрова. Ніші відокремлювались перегородкою завширшки в одну цеглину, що сприяло нагріванню «сушарки»[8].
- У 2016 р. дослідниками висловлено припущення, що складовою частиною палацу у період ренесансу була дворівнева аркадна галерея, пізніше втрачена. У 2018 р. було знайдено частини її декору та виконано гіпотетичну реконструкцію[9], а у 2020 р. археологами знайдено її фундамент та основи колон.